# Andrés Redondo
Andrés Raúl Redondo Alvarez (Pocitos, Montevideo, Uruguay; 1929 - Buenos Aires, Argentina; 4 de abril de 1993), conocido como Andrés Redondo, fue un reconocido actor, humorista y autor uruguayo con una amplia trayectoria en cine, teatro y televisión.

## Carrera artística

### Televisión
- Redondo fue uno de los creadores de Telecataplúm en 1963, la pléyade de actores uruguayos que luego formaron Jaujarana Punch en 1969, Jaujarana (1970/1971), Hupumorpo (1974), Decalegrón (1977), Comicolor (1979), Los Rapicómicos (1982/1983), Hiperhumor en (1984/1987), Shopping Center (1988) Zaping (1988). Este elenco estático estaba formado por Ricardo Espalter, Berugo Carámbula; Raimundo Soto, Emilio Vidal, Alfredo de la Peña, Henny Trailes, Gabriela Acher, la vedette Katia Iaros, Eduardo D'Angelo, Enrique Almada, entre otros.[1] También actuó junto a Beatriz Salomón, Javier Portales, Susana Romero, Silvia Pérez, Patricia Lissi y Alfonso Pícaro.
- En 1991 participó en Yo amo a Berugo con Berugo Carámbula, Arturo Bonín, Alberto Busaid, Mónica Guido y Beatriz Salomón.
- En 1992 formó parte del programa cómico Sex a pilas de Jorge Guinzburg junto Alfredo Allende, Carmen Barbieri, Ana María Cores, Juan Costa, Nelly Fontán, Fabián Gianola, Andrea Politti, Ignacio Quirós, Carola Reyna, Bettina Vardé y Mónica Villa.[2]
- En 1989 se animó a escribir una serie cómica llamada Atrévase a soñar.

### Filmografía
Fue en la Argentina figura clave de la comicidad. De una docena de filmes como:
- 1965: La industria del matrimonio ( segmento "Elixir del amor")
- 1973: Yo gané el prode, ¿y usted?
- 1975: Los irrompibles
- 1976: La noche del hurto
- 1977: Brigada en acción
- 1979: Las locuras del profesor
- 1980: Toto Paniagua, el rey de la chatarra
- 1981: El bromista
- 1987: Los taxistas del humor (segmento "El bebé olvidado")
- 1988: La clínica loca
- 1989: Isla se alquila por hora
- 1989: Y... ¿Dónde está el hotel?
- 1989: Expertos en tetología
- 1990: Más loco que un crucero
- 1991: Ya no hay hombres
- 1991: Experto en ortología
- 1992: Video de oro de Jorge Corona

## Teatro
En el escenario interpretó varias obras teatrales cómicas como:
- La revista corrupta con Moria Casán, Mario Castiglione y Zulma Faiad.
- Vals del tiempo colonial... la higuera y el parral.
- Zulma tiene el Berugo Redondo (1986), junto a Zulma Faiad y Berugo Carámbula.

## Obras
Como escritor además de incursionar en la televisión, Redondo, público un libro humorístico titulado El que ríe último en 1973.

## Fallecimiento
Andrés Redondo murió el 4 de abril de 1993 de un infarto. Sus restos descansan en el Panteón de la Asociación Argentina de Actores del Cementerio de la Chacarita. Tenía 63 años.